# ارتش شیطان
ارتش شیطان یا فرقهٔ شر (به چینی: 倚天屠龍記之魔教教主) یک فیلم هنگ کنگی در سبک ووشیا به کارگردانی وانگ جینگ با بازی جت لی است. این اثر از رمانی به نام "شمشیر بهشتی و خنجر اژدها" اثر جین یونگ اقتباس شده‌است.

## داستان
«ژانگ ووجی» به همراه پدر و مادرش از جزیره‌ای دورافتاده برای جشن گرفتن تولد صد سالگی استاد اعظم «ژانگ سانفنگ» عازم سفر می‌شوند. چند مبارز تلاش می‌کند پدر و مادر او را وادار کنند تا مکان پدر خوانده او «ژی ژون» را فاش کنند اما آنها نپذیرفته و دست به خودکشی می‌زنند و…